# هنگ (زیست‌شناسی)
هَنگ (به انگلیسی: Legion) در آرایه‌شناسی زیستی یک رتبه آرایه‌شناختی غیراجباری در درون سلسله مراتب آرایه‌شناسی لینه‌ای است که پایین‌تر از رده و بالاتر از هم‌زادان قرار دارد. هنگ از گروهی راسته‌های متشابه تشکیل شده است که در رتبه‌بندی برخی پرندگان و پستانداران کاربرد دارد.
ممکن است هنگ‌ها در یک بالاهنگ دسته‌بندی شوند یا خود به زیرهنگ و فروهنگ تقسیم شوند.